# Ribautiana ulmi
Ribautiana ulmi är en insektsart som först beskrevs av Carl von Linné 1758.  Ribautiana ulmi ingår i släktet Ribautiana och familjen dvärgstritar. Arten är reproducerande i Sverige. Inga underarter finns listade i Catalogue of Life.